# Die Ruthenstücker
Das Naturschutzgebiet Die Ruthenstücker liegt im Regionalverband Saarbrücken im Saarland.

## Beschreibung
Das 11 ha große Gebiet, das im Jahr 1986 unter Naturschutz gestellt wurde, befindet sich in der Gemarkung von Großrosseln. Es erstreckt sich in Nord-Süd-Richtung östlich von Großrosseln entlang der Grenze zwischen Deutschland und Frankreich. Im Osten des Gebiets verläuft der Fluss Rossel.

## Bedeutung
Das Schutzgebiet ist ein großflächiges, weitgehend homogenes Schilfgebiet mit herausragender Bedeutung als Brut- und Lebensraum bestandsgefährdete Vogelarten sowie als Ruhe- und Rastplatz für zahlreiche Zugvogelarten.